# Соколско
Соколско (болг. Соколско) — село в Болгарии. Находится в Кырджалийской области, входит в общину Кырджали. Население составляет 3 человека.

## Политическая ситуация
В местном кметстве Широко-Поле, в состав которого входит Соколско, должность кмета (старосты) исполняет Себахтин Али Касим (Движение за права и свободы (ДПС)) по результатам выборов правления кметства.
Кмет (мэр) общины Кырджали — Хасан Азис (Движение за права и свободы (ДПС)) по результатам выборов в правление общины.